# Cisleitânia

Brasão de Cisleitânia.

Cisleitânia (alemão: Cisleithanien, checo: Předlitavsko) era a parte austríaca da Áustria-Hungria, a monarquia dual criada em 1867 e dissolvida em 1918, após a derrota na Primeira Guerra Mundial. As terras das Cisleitânia, de certa maneira, continuavam a constituir o Império Austríaco e o nome oficial era "Die im Reichsrate vertretenen Königreiche und Länder" (ou, em português, "Os Reinos e Terras representados pelo Conselho Imperial).
A capital da Cisleitânia era a cidade austríaca de Viena. O território tinha uma população de 28.571.900 em 1910.
O nome latino Cisleitânia deriva do rio Leitha, que se encontrava a leste da parte austríaca do Império Austro-Húngaro. A Transleitânia, que representava as terras do Reino da Hungria dentro do sistema da monarquia dual, se encontrava do lado oriental do rio Leitha.
Apesar de tudo, nem "Cisleitânia" e nem "Transleitânia" eram termos em uso na Áustria.

## Províncias
A Cisleitânia consistia em quinze reinos e estados representados no Reichsrat austríaco (o parlamento da Cisleitânia).

Mapa da Áustria-Hungria.
Cisleitânia: 1. Boêmia, 2. Bucovina, 3. Caríntia, 4. Carniola, 5. Dalmácia, 6. Galícia, 7. Custenlândia, 8. Baixa Áustria, 9. Morávia, 10. Salzburgo, 11. Silésia, 12. Estíria, 13. Tirol, 14. Alta Áustria, 15. Vorarlberga;
Transleitânia: 16. Hungria, 17. Croácia e Eslovênia; 18. Bósnia e Herzegovina

| State                               | Capital                 |
| ----------------------------------- | ----------------------- |
| Boêmia                              | Praga (Praga)           |
| Bucovina (Bucovina)                 | Czernowitz (Chernivtsi) |
| Dalmácia                            | Zadar                   |
| Galícia e Lodoméria                 | Lemberga (Lviv)         |
| Caríntia                            | Klagenfurt              |
| Carniola (Carniola)                 | Liubliana               |
| Litoral Austríaco (Küstenland)      | Trieste                 |
| Morávia                             | Brünn (Brno)            |
| Österreich, Nieder- (Baixa Áustria) | Viena                   |
| Österreich, Ober- (Alta Áustria)    | Linz                    |
| Salzburgo                           | Salzburgo               |
| Silésia (Silésia)                   | Opava                   |
| Estíria                             | Graz                    |
| Tirol                               | Insbruque               |
| Vorarlberg                          | Bregenz                 |

## Política
Cada coroa possuía um parlamento regional, o Landtag, que enviava seus representantes para o Reichsrat até 1873, quando a população recebeu o sufrágio universal baseado nas diferenças entre classes sociais (as classes altas tinham mais influência nas eleições).
O Reichsrat (com 498 membros) era um palco para os confrontos nacionalistas entre os austríacos e o eslavos que viviam dentro das fronteiras do império, especialmente os checos. No começo, os austríacos dominaram o parlamento, mas os eslavos ganharam maioria depois de uma reforma eleitoral de 1907, que aboliu o sufrágio universal baseado nas classes sociais.
Para a representação de âmbito federal (finanças e defesa), o Reichsrat indicava uma delegação de sessenta membros para discutir estes assuntos com o imperador.
O parlamento era freqüentemente paralisado pelos conflitos entre as diferentes nacionalidades integrantes do império. A partir de 1909, o imperador Francisco José da Áustria passou a governar a Áustria-Hungria a partir de decretos imperais. O Reichsrat foi dissolvido temporariamente em março de 1914 e não voltou a se reunir até a morte de Francisco José e a ascensão do imperador Carlos I da Áustria em 1916.

## Composição étnica da população

A região da Cisleitânia, em vermelho.

De acordo com o censo realizado em 1910.
| Etnia                   | % do total da população da Cisleitânia |
| ----------------------- | -------------------------------------- |
| Alemães                 | 33%                                    |
| Checos e eslovacos      | 22%                                    |
| Polacos                 | 15%                                    |
| Rutenianos (ucranianos) | 12%                                    |
| Eslovenos               | 5%                                     |
| Italianos               | 3%                                     |
| Croatas                 | 3%                                     |
| Outros                  | 7%                                     |